# Jacques Hivert
 (novembre 2013).
Si vous disposez d'ouvrages ou d'articles de référence ou si vous connaissez des sites web de qualité traitant du thème abordé ici, merci de compléter l'article en donnant les références utiles à sa vérifiabilité et en les liant à la section « Notes et références ».
Pour les articles homonymes, voir Hivert.
Jacques Hivert, de son vrai nom Jean Jacques Anatole Lecaillon, né le 4 décembre 1919 à Saint-Quentin dans l'Aisne et mort le 23 mai 1987 à Boulogne-Billancourt, est un chanteur français, un baryton Martin.

## Biographie
Engagé en 1942 au sein de la troupe de l’Opéra-Comique muni d’un second prix de chant du Conservatoire de Paris, Jacques Hivert, "baryton Martin", se rendra vite indispensable grâce à des compositions savoureuses que ses talents de comédien enrichissent d’une manière très personnelle.
D’innombrables Sacristains de la Tosca (aux côtés de Régine Crespin et d’Albert Lance), de Goro de Madame Butterfly, de La Bohème de Puccini, où il joue en alternance Marcel, Benoit, (aux côtés de Martha Angelici) lui sont offerts d’interpréter chaque soir, pendant une foisonnante carrière de second plan au sein de la RTLN, jusqu'aux débuts des années soixante.
Francis Poulenc, l’appréciant, lui reconnaîtra un « chic et une diction admirable » - « Heureux père qui a un enfant aussi doué », écrira le grand compositeur français à son sujet.
En 1947, Jacques Hivert enregistre et crée salle Favart, le rôle du fils des Mamelles de Tirésias de Poulenc aux côtés de Denise Duval, partenaire qu'il retrouvera souvent, notamment dans Angélique du compositeur Jacques Ibert, La Poule Noire de Manuel Rosenthal et dans le Carrosse du Saint-Sacrement d’Henry Busser.
En 1948, il s’envole pour Buenos Aires, remplaçant son professeur de chant Roger Bourdin, pour interpréter Charlot, dans Angelique devant Evita Perón. 
Savamment grimé et méconnaissable, il campera des personnages de tous âges hautement convaincants. Pauvre Matelot de Darius Milhaud, Monsieur Beaucaire d’André Messager, Guillot de Morfontaine dans le Manon de Puccini, resteront parmi  ses remarquables compositions.
Marié à la contralto français Denise Scharley de l’Opéra de Paris, il lui ouvrira les portes du Carmel de Compiègne  où pour la première fois en 1971, les Carmélites accepteront de participer derrière les grilles, au concert qu’il organise avec son ami le ténor Louis Rialland, des Dialogues des carmélites, en entonnant même les chants religieux de l'opéra de Francis Poulenc. Fort de cette expérience et soutenu par Georges Auric et Henry Sauguet, les survivants du « Groupe des Six » présidé par Darius Milhaud, qui souhaitent la sauvegarde de l’œuvre, il dirigera sa femme sur les scènes de province dans cet ouvrage où elle reste inégalée en Première Prieure. Tandis que cette dernière incarne ce rôle phare sur la scène de L’Opéra de Paris en 1972 dans une mise en scène fantaisiste et contestée de Raymond Rouleau, seule la réalisation de Jacques Hivert, fidèle aux souhaits du compositeur, obtiendra l’approbation unanime des critiques.
Il mettra une nouvelle fois Denise Scharley en scène dans un de ses rôles phare, Madame Flora dans le Medium de Gian-Carlo Menotti.
Jacques Hivert s’éteint en 1987, après avoir enseigné le chant, dernier rôle qui lui tenait à cœur. Il laisse derrière lui son épouse Denise Scharley qui meurt à son tour à l'été 2011 à l'âge de 94 ans, et leur fils unique, l'acteur Gérard Lecaillon.